# 小林豊 (絵本作家)
小林 豊（こばやし ゆたか、1946年 - ）は、日本の日本画家、絵本作家。

## 略歴
1946年、東京に生まれる。立教大学社会学部卒業後、イギリス留学中に画家を目指す。1979年、日本美術展覧会に初出品で入選。1983年には「上野の森美術館」特別優秀賞を受賞した。1970年代初めから80年代初めにかけて中東やアジア諸国をたびたび訪れ、その折の体験が作品に大きな影響を及ぼしているとされている。世界を旅した経験を子どもたちに届けたいとの思いが強く反映されている彼の絵本は、日本のみならず世界的にも高い評価を受けている。
内戦の続くアフガニスタンの現実を知ってもらいたいとの思いから、ノンフィクション作品『なぜ戦争はおわらないのか―ぼくがアフガニスタンでみたこと―』を執筆。この本をきっかけとして、『せかいいちうつくしいぼくの村』（ポプラ社、1995年）、『ぼくの村にサーカスがきた』（ポプラ社、1996年）、『せかいいちうつくしい村へかえる』（ポプラ社、2003年）といった作品がうまれた。その他著書として、『えほん北緯36度線』（ポプラ社、1999年）、『ぼくは弟と歩いた』（岩崎書店、2002年）、『クラウディアのいのり』（ポプラ社、2008年）、他多数。
『ぼくの村にサーカスがきた』が第43回青少年読書感想文全国コンクール課題図書に指定された他、『せかいいちうつくしいぼくの村』と『ぼくは弟と歩いた』シリーズは、それぞれ小学4年生の国語の教科書に掲載された。

## 著作の特徴
小林豊の著作では、戦争の中に生きる人々の力強さや、自身が実際に訪れたアフガニスタンを初めとする中東諸国など異文化の生活、自然の情感といったテーマが頻繁に用いられる。
それらが顕著なものとして、アフガニスタンの小村を舞台に戦争のさなかで力強く生きる人々を描いた『せかいいちうつくしいぼくの村』『ぼくの村にサーカスがきた』『せかいいちうつくしい村へかえる』（えほんはともだち/ポプラ社）、黒海地方を舞台に戦火を逃れ祖父の下へ向かう兄弟の冒険譚『ぼくは弟とあるいた (絵本の泉) 』『ぼくの家から海がみえた (カラフル絵本)』『ぼくと弟はあるきつづける (レインボーえほん) 』（岩崎書店）三部作、町の自然の一日を”ちいさなやま”を中心に動物や人々の関わりを生き生きと描いた『ちいさなやま (絵本の時間)』、桜の木を取り巻く自然の情景を動物の目を通して描いた『さくらのまち』（佼成出版社）などが挙げられる。

## 著作リスト

### ノンフィクション
- 『なぜ戦争はおわらないのか ぼくがアフガニスタンでみたこと』ポプラ社、1995年4月 ISBN 9784591047798

### 絵本
- 『せかいいちうつくしいぼくの村』ポプラ社、1995年12月 ISBN 9784591041901 - 第43回産経児童出版文化賞フジテレビ賞受賞、小学四年生の教科書に掲載
- 『ぼくの村にサーカスがきた』ポプラ社、1996年11月 ISBN 9784591052068 - 第43回青少年読書感想文全国コンクール課題図書
- 『まち―ぼくたちのいちにち』ポプラ社、1997年11月 ISBN 9784591055007
- 『えほん北緯36度線』ポプラ社、1999年8月 ISBN 9784591061497
- 『ちいさなやま』ポプラ社、2001年9月 ISBN 9784591069134
- 『ぼくは弟とあるいた』岩崎書店、2002年5月 ISBN 9784265033423 - 小学四年生の教科書に掲載
- 『せかいいちうつくしい村へかえる』ポプラ社、2003年8月 ISBN 9784591078051
- 『ぼくの家から海がみえた』岩崎書店、2005年4月 ISBN 9784265069569
- 『タタはさばくのロバ』童心社、2005年11月 ISBN 9784494010547
- 『人にはどれだけの土地がいるか』フォレストブックス、2006年 ISBN 9784264024378
- 『さくらのまち』佼成出版社、2007年2月 ISBN 9784333022656
- 『ぼくと弟はあるきつづける』岩崎書店、2007年6月 ISBN  9784265069804
- 『火は早めに消さないと』フォレストブックス、2007年10月 ISBN 9784264026037
- 『クラウディアのいのり』(村尾靖子・文）2008年07月 ISBN 9784591104071 - 第14回日本絵本賞読者賞受賞
- 『会いたい友だち』佼成出版社、2009年11月 ISBN 9784333024087
- 『ぼくの村にジェムレがおりた』理論社、2010年4月 ISBN 9784652040935

## 受賞歴
- 1979年 - 日本美術展覧会入選
- 1983年 - 第1回上野の森美術館特別優秀賞[1]
- 1996年 - 第43回産経児童出版文化賞フジテレビ賞（『せかいいちうつくしいぼくの村』）[2]
- 2008年 - 第14回日本絵本賞読者賞（『クラウディアのいのり』）[3]

## 個展

### 2005年
- 杉並区立中央図書館で読書週間に合わせ10月21日から11月13日まで原画展を開催。『ひつじのみち』の原画を展示。[4]

### 2010年
- 北海道立文学館にて「小林豊 絵本原画展」を開催。絵本『ぼくのいえから海がみえた』『ぼくは弟とあるいた』『ぼくと弟はあるきつづける』の原画を展示。

### 2012年
- 上野の森美術館にて「北緯36度線の風景　小林豊展　日本画展＋絵本原画展」を開催。絵本『北緯36度線』の原画を中心に絵本の原画を日本画と合わせて展示。温かな眼差しで、北緯36度線で暮らす人々の、たくましい生命力と地球の尊さを伝える。
- フィリア美術館にて「風をえがく 小林豊展　絵本原画と日本画」を開催。絵本『とうさんとぼくと風のたび』を中心に『せかいいちうつくしいぼくの村』シリーズなど代表作の印象的なシーンの原画を展示。ダイナミックに地平線をえがいた風景画などの日本画も並べられた。[5]

### 2014年
- 喜多方市立図書館にて「小林豊えほん原画展『ぼくの家から海がみえた』」を開催。